# Eugeniusz Beneszek
Eugeniusz Beneszek (zm. 1903) – c.k. urzędnik, starosta powiatu mieleckiego w latach 1870–1878, starosta powiatu jarosławskiego w latach 1877–1882, starosta powiatu myślenickiego około 1890.
Honorowy obywatel miast Mielec (1873) i Radymno (1882), członek honorowy Stowarzyszenia Nauczycielskiego w Krakowie.